# Apex de la racine de la dent
Pour les articles homonymes, voir apex.

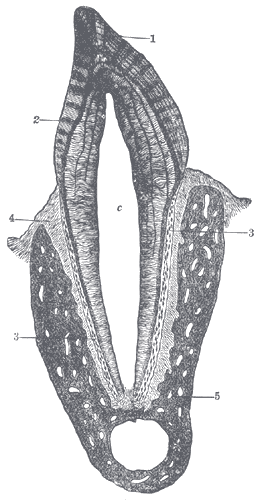
Coupe de dent, apex no 5

Les apex des racines des dents sont les extrémités effilées terminales des parties racinaires des dents.
Ils présentent chacun une ouverture : le foramen de l'apex de la dent. Ces foramens sont les points d'entrée de la vascularisation et de l'innervation dentaire.

## Aspect clinique
Certaines pathologies peuvent se répercuter au niveau de cette zone. Ce sont les pathologies péri-apicales, qui seront traitées par l'endodontie.
En cas de choc violent sur une dent (souvent une incisive centrale supérieure), il y a souvent une rupture du paquet vasculo-nerveux au niveau de l'apex, par écrasement de celui-ci, ce qui va entrainer une nécrose de la dent.